# Muelle de los Bueyes
Muelle de los Bueyes è un comune del Nicaragua facente parte della Regione Autonoma della costa caraibica meridionale.